# Condemios de Abajo
Condemios de Abajo – gmina w Hiszpanii, w prowincji Guadalajara, w Kastylii-La Mancha, o powierzchni 12,07 km². W 2011 roku gmina liczyła 25 mieszkańców.